# Спусковой механизм часов

Анимированный образ анкерного спуска, используемого в маятниковых часах.

Спусково́й механи́зм часо́в (на языке часовщиков — «спуск», «ход»; фр. échappement, англ. escapement, нем. Hemmung) — устройство, предназначенное для поддержания постоянной средней скорости вращения анкерного колеса, допуская поворот на нужный угол только при определённом положении, и одновременно поддерживающее колебания регулятора (маятника или баланса), компенсируя потери на трение и сопротивление воздуха.
Спуск является промежуточным узлом часового механизма между основной колёсной системой и регулятором.
Каждое колебание маятника освобождает спусковой механизм, переводя его из состояния «блокирован» в состояние «движение» в течение короткого периода, который заканчивается, как только следующий зуб шестерни упирается в блокирующую поверхность спускового механизма. Именно это периодическое освобождение энергии и быстрая остановка заставляет часы «тикать». Этот звук издаёт зубчатая передача, когда шестерня вдруг останавливается в момент очередного блокирования спускового механизма.

## История
Важность спускового механизма в истории техники заключается в том, что он является ключевым изобретением, давшим возможность создать все типы механических часов. Благодаря этому изобретению в Европе в XIII веке произошёл поворот в разработке часовых механизмов от применения непрерывных процессов (таких, как, например, поток воды в водяных часах) к периодически повторяющимся процессам, таким как колебания маятника, которые могли обеспечить более высокую точность.

### Жидкостный спусковой механизм
Первые жидкостные спусковые механизмы сделал в Китае буддийский монах И Син, который вместе с государственным деятелем Лян Линцзанем применил их в 723 г. (или 725 г.) в армиллярной сфере и часах. В эпоху империи Сун (960—1279 гг.) инженеры Чжан Сисунь (ум. в конце X века) и Су Сун (1020—1101 гг.) усовершенствовали спусковые механизмы в своих астрономических башенных часах, прежде чем технология в Китае пришла в застой и упадок. По словам Ахмада аль Хассана, ртутный спусковой механизм в Испании, сделанный для короля Кастилии Альфонса X в 1277, можно отнести к самым ранним, описанным в арабских источниках. Сведения об этих ртутных спусковых механизмах, возможно, распространились по Европе после переводов арабского и испанского текстов.
Однако, ни один из таких спусковых механизмов не обладал достаточной точностью, поскольку их работа по измерению времени зависела от равномерности потока жидкости через отверстие. Например, в часах Су Суна вода перетекала в ёмкость, установленную на штыре. Роль спускового механизма заключалась в том, чтобы наклонить чашу ёмкости каждый раз, когда она наполнится, при этом колесо часового механизма повернётся на определённый угол, вода из чаши выльется, и затем процесс повторяется снова.

### Механический спусковой механизм
Первые механические спусковые механизмы — штыревые, в течение нескольких веков использовались в устройствах управления колокольным звоном, прежде чем их стали применять в часах. В XIV веке такие механизмы устанавливали в первых механических часах в Европе, это были большие башенные часы. Сейчас уже трудно установить, когда они впервые были использованы, потому что сложно отличить, какие из башенных часов этого периода были механические, а какие — водяные. Однако косвенные свидетельства, такие, как резкое увеличение стоимости строительства часов, указывают на конец XIII века как на наиболее вероятную дату появления современных спусковых механизмов. Астроном Роберт Англикус писал в 1271, что часовые мастера пытаются изобрести спусковой механизм, но это пока не удалось. Тем не менее, большинство источников согласны с тем, что механические часы со спусковым механизмом в 1300 г. уже существовали.

## Надежность
Надежность спускового механизма зависит от квалификации изготовителя и уровня обслуживания. Плохо сделанные или плохо обслуживаемые устройства будут иметь проблемы. Спусковой механизм должен точно переводить колебания маятника или баланса во вращение шестерен часового механизма, и он должен передавать достаточно энергии маятнику или балансу для поддержания его колебаний.
Во многих спусковых механизмах разблокирование создаёт скользящее движение. Например, в показанной выше анимации, лопатки анкерной вилки скользят по зубу анкерной шестерни при колебаниях маятника. Лопатки часто делают из очень твёрдых материалов, таких, как например, искусственный рубин, но даже в этом случае они требуют смазки. Поскольку смазочное масло со временем улетучивается из-за испарения, окисления и т. д., то периодически требуется повторная смазка. Если этого не делать, то часы могут работать нестабильно или вообще остановиться, а детали спускового механизма подвергнутся быстрому износу. Повышенная надежность современных часов в основном объясняется более высоким качеством смазки. В высококачественных часах смазки хватает на пять лет и более. А в некоторых современных часах и до 10 лет.
В некоторых спусковых механизмах вообще удалось избежать трения скольжения, например, в кузнечиковом механизме Джона Харрисона XVIII века, или в коаксиальном механизме Джорджа Дэниэлса XX века. В них нет необходимости смазывать спусковой механизм (но это не отменяет требования по смазке других частей передаточного механизма).

## Точность
Точность механических часов зависит от точности регулятора. Если это маятник, то точность определяет период колебаний маятника. Если стержень маятника изготовлен из металла, он будет расширяться от контакта с теплом, при этом период колебаний будет меняться. В дорогих часах для изготовления маятника используются специальные сплавы, чтобы минимизировать эти отклонения. Период колебаний маятника варьируется также в зависимости от размаха колебаний. В высокоточных часах дугу колебаний делают как можно меньше. Маятниковые часы могут достичь очень высокой точности. Для того чтобы скомпенсировать отклонения от изохронности, Гюйгенс решил уменьшать длину маятника при увеличении угла отклонения. В первых часах Гюйгенса с этой целью использовались ограничители в форме щек, на которые частично наматывалась нить подвеса. в XX веке маятниковые часы использовались в лабораторных измерениях. Спусковой механизм оказывает большое влияние на точность. Чем точнее маятник получает импульс энергии, тем точнее период его колебаний. В идеале импульс должен быть равномерно распределён по обе стороны от нижней точки колебаний маятника. Это объясняется тем, что подталкивание маятника при его движении к нижней точке колебания даёт прирост его энергии, а подталкивание при отходе от этой точки приводит к потере энергии. Если импульс равномерно распределён, то он отдаёт энергию маятнику без влияния на период его колебаний.
Наручные и другие маленькие часы не используют маятник в качестве регулятора. Вместо него они используют баланс — колесо, соединённое со спиральной пружиной-волоском. Баланс вращается назад-вперёд, в хороших швейцарских часах — с частотой 4 Гц (или 8 тиков в секунду). В некоторых часах используются более высокая скорость. Длина волоска не должна зависеть от температуры, для его изготовления используются специальные сложные сплавы. Как и в случае с маятником, спусковой механизм должен делать небольшой толчок в каждом цикле, чтобы поддерживать колебания баланса. Актуальна та же проблема смазки. Если спусковой механизм вовремя не смазать, часы начнут терять точность (как правило, происходит ускорение).
Карманные часы являются предшественниками современных наручных часов. Их носили в кармане, поэтому они, как правило, были в вертикальной ориентации. Гравитация вызывает некоторую потерю точности, поскольку с течением времени происходит отклонение от симметрии в механизме. Чтобы свести к минимуму это влияние, французский часовщик Бреге изобрёл в 1795 году особый тип спускового механизма — «турбийон». В нём баланс помещается в специальную вращающуюся рамку (период вращения, как правило, один оборот в минуту), что и позволяет сглаживать гравитационные искажения.
Самые точные механические часы изготовил английский археолог Эдвард Холл. По его данным, точность хода часов составила около 0,02 секунды за 100 дней. Эти часы электромеханические, в них в качестве таймера используется маятник, а энергия ему передаётся с помощью специальных реле и электромагнитов.

## Механические спусковые механизмы
Начиная с 1658, когда появились маятник и пружинный баланс, было разработано более 300 видов различных механических спусковых механизмов, но только около 10 из них получили широкое распространение. Почти все они описаны ниже. В XX веке электронные методы измерения времени постепенно вытеснили механические часы, так что изучение конструкции спусковых механизмов стало небольшим курьёзом.

### Шпиндельный спусковой механизм

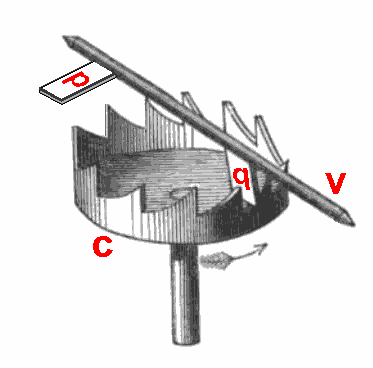
На шпиндельном спусковом механизме показаны: (c) — колесо с коронкой, (v) — штырь, (p, q) — лопатки

Анимация шпиндельного спускового механизма

Самым первым спусковым механизмом, появившимся в Европе примерно в 1275 г., был шпиндельный, который называли также корончато-штыревым механизмом. Он появился ещё до маятника и первоначально управлялся фолиотом, горизонтальной планкой с грузом на каждом конце. Вертикальный стержень (штырь) крепится к средней части фолиота и имеет две небольшие пластинки (лопатки), торчащие подобно флагу на древке. Одна лопатка крепится сверху, а другая — снизу штыря, и они повёрнуты на чуть более девяноста градусов друг относительно друга. Спусковая шестерня делается в виде короны и вращается относительно вертикальной оси. Когда шестерня начинает вращаться, её зуб толкает верхнюю лопатку, и фолиот начинает двигаться. Когда зуб выталкивает верхнюю лопатку, нижняя поворачивается и входит в зацепление. Импульс движения фолиота толкает шестерню назад, и в конечном счете система останавливается. В этот момент нижняя лопатка подталкивает фолиот, и процесс повторяется. Эта система не имеет собственной частоты колебаний, просто некая сила всё время подталкивает шестерню и она по инерции поворачивается вокруг своей оси.
На следующем этапе развития та же идея была воплощена в сочетании с маятником. Ось штыря стала горизонтальной, половина фолиота исчезла, а зубчатое колесо поворачивается вокруг вертикальной оси. Такой же спусковой механизм, но гораздо меньшего размера, использовался в часах с балансом и пружинкой вместо маятника. Первый морской хронометр Джона Гаррисона использовал сильно изменённый шпиндельный механизм, который, как оказалось, может быть хорошим регулятором.

### Галилеев спусковой механизм часов

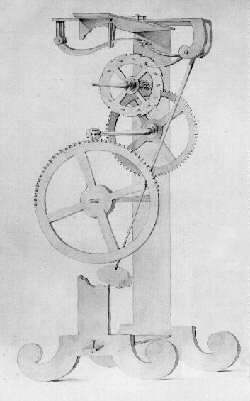
Оригинальный рисунок маятниковых часов Галилея примерно 1637 года со спусковым механизмом.

Галилеев спусковой механизм — это конструкция спускового механизма часов, изобретенная около 1637 года итальянским ученым Галилео Галилеем (1564—1642). Это была самая ранняя конструкция маятниковых часов. Поскольку к тому времени он уже был слеп, Галилей описал устройство своему сыну, который нарисовал его эскиз. Сын начал строительство прототипа, но и он, и Галилей умерли до того, как оно было завершено.

### Спуск с крючковым якорем (анкерный)

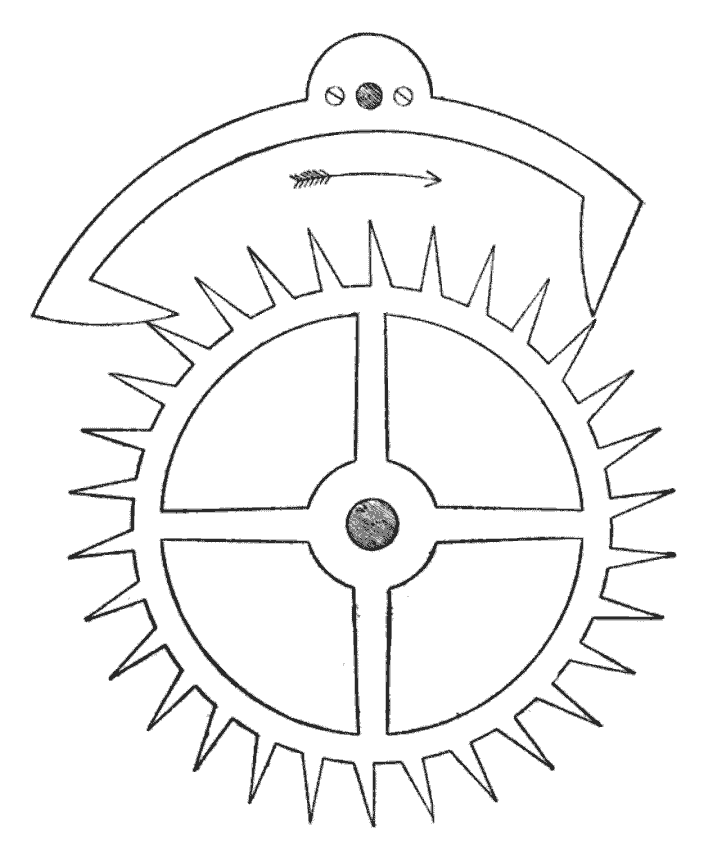
Якорный спусковой механизм.

Изобретённый около 1660 года Робертом Гуком спуск с якорем быстро заменил штырь и стал стандартом для использования в маятниковых часах вплоть до конца XIX века. Его преимущество состоит в том, что он сократил амплитуду колебаний маятника до 3° — 6 °, в результате чего маятник стал изохронным. Он позволил использовать более длинные, медленнее движущиеся маятники, которые требуют меньше энергии. Благодаря ему появились длинные узкие напольные и настенные маятниковые часы (в некоторых странах их называют «дедовскими»), которые можно встретить ещё и в наше время.
Анкерный механизм состоит из анкерной шестерни с обратным наклоном зубьев и якоря, поворачивающегося над нею из стороны в сторону и соединённого с маятником. Якорь имеет на концах изогнутые лопатки, которые поочерёдно входят в зубья ходового колеса, получая импульсы. Механически его работа имеет сходство со штыревым механизмом, и он перенял от штыревого механизма два недостатка: (1) маятник постоянно подталкивается зубьями шестерни в каждом цикле, он не может совершать свободные колебания, тем самым нарушается его изохронность; (2) этот спусковой механизм имеет отдачу, якорь в своём цикле толкает шестерню в обратную сторону. Это вызывает мёртвый ход, повышающий износ часового механизма, и повышает расход энергии двигателя на передачу импульса маятнику. Эти недостатки были устранены в спуске Грахама.
Разновидностью спуска с крючковым якорем является спуск со скобой.

### Спуск Грахама

Спуск Грахама. Показано: (a) — спусковая шестерня (b) — лопатки, показаны концентрические блокирующие поверхности (c) — стойка маятника.

Спусковой механизм Грахама является улучшением якорного. Впервые его сделал Томас Томпион по проекту Ричарда Таунлея в 1675 году, хотя часто ссылаются на преемника Томпиона, Джорджа Грэма, который популяризовал его в 1715 г. В якорном спусковом механизме колебания маятника в части своего цикла толкают анкерное колесо в обратную сторону. Этот «откат» мешает движению маятника, в результате снижается точность, а реверсы движения шестерни вызывают эффект «мёртвого хода» и создают высокие нагрузки на систему, что приводит к повышенному трению и износу. Основное преимущество спуска Грахама в том, что в нём эти отдачи устранены.
В спуске Грахама лопатки имеют вторую криволинейную «блокирующую» поверхность, концентрическую относительно оси вращения анкера. При экстремумах колебаний маятника зуб анкерного колеса становится неподвижным на этой поверхности, не передавая маятнику импульса, который вызывает откат. Вблизи нижнего положения маятника зуб выходит из зацепления с блокирующей поверхностью и входит в зацепление с остроугольной «импульсной» поверхностью, давая толчок маятнику до того, как лопатка освободит зуб. Это был первый механизм с раздельными блокирующей и импульсной поверхностями. Спуск Грахама впервые был использован в часах с точной регулировкой хода. Ввиду более высокой точности он заменил якорный механизм.

### Штифтовой спусковой механизм Аманта

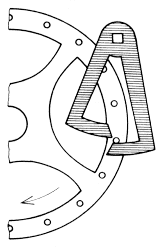
Штифтовой спусковой механизм Аманта, 1741 г.

Французский часовщик Амант, деятельность которого в Париже с 1730 до 1749 г. документально подтверждена, изготовил в 1741 г. новый вид анкерного спуска — штифтовой, у которого анкерное колесо имело вместо обычных зубьев штифтики, закрепленные на боковой стороне венца.
Штифтовые спусковые механизмы были особенно пригодны для больших башенных часов, поскольку позволяли использовать большие приводные усилия, запас которых для башенных часов необходим, чтобы часы могли работать в различных, иногда довольно тяжелых атмосферных условиях.
Интересной особенностью данного вида спуска является то, что анкерное колесо освобождается дважды за период колебания маятника (колесо поворачивается на один штифт, когда маятник отклоняется влево, и на один штифт — когда маятник отклоняется вправо).
К недостаткам штифтового спуска следует отнести то, что маятник, практически в течение всего периода колебаний, не бывает свободен от контакта с анкерным колесом. Штифт анкерного колеса постоянно скользит или левой, или по правой палете анкера, создавая в спусковом механизме дополнительное трение. Легкий маятник в таких условиях просто не сможет колебаться. Это обуславливает возможность применения штифтового спуска только для крупногабаритных часов с тяжёлыми длинными маятниками.

### Современный анкерный (он же «рычажный») спусковой механизм
Анкерный спусковой механизм использовался в подавляющем большинстве часов после 1800 г. Он является точным и достаточно простым в изготовлении. Он также является самозапускающимся, поэтому если часы встряхнуть, так чтобы баланс остановился, он автоматически начнёт работать снова. Есть несколько типов рычажных спусковых механизмов. Оригинальний тип был штативный, в котором рычаг и колесо баланса всегда соединялись с помощью шестерни. Позже стало ясно, что все зубья из шестерни можно удалить, за исключением одного. Так появился разъединённый рычажный спусковой механизм. Его не только легче и проще сделать, но он также значительно более точный. Рычаг может быть поставлен так, чтобы он был под прямым углом к анкерной шестерне, такой вариант предпочитают британские часовщики. Или же, рычаг может быть поставлен внутри баланса и внутри анкерой шестерни, такому варианту отдают предпочтение швейцарские и американские часовщики. Наконец, в «однодолларовых» часах используется весьма примитивный тип анкерного спускового механизма под названием «лопаточно-штыревой».

### Цилиндрический спусковой механизм
Горизонтальный, или цилиндрический, спусковой механизм, изобретенный Томасом Томпионом в 1695 году и усовершенствованный Джорджем Грэмом в 1726 году, был одним из спусковых механизмов, которые заменили шпиндельный спусковой механизм в карманных часах после 1700 года. Главной достопримечательностью было то, что он был намного тоньше, шпиндельный, что позволило сделать часы модно тонкими. Часовщики обнаружили, что он сильно изнашивается, поэтому в XVIII веке веке он мало использовался, за исключением нескольких элитных часов с цилиндрами из рубина. Французы решили эту проблему, изготовив цилиндр и спусковое колесо из закаленной стали, и данный спусковой механизм в больших количествах использовался в недорогих французских и швейцарских карманных и небольших часах с середины XIX по XX век.
Вместо палетов в спусковом механизме используется цилиндр с вырезом на валу балансового колеса, в который спусковые зубья входят один за другим.  Каждый клиновидный зуб приводит в движение балансовое колесо за счет давления на край цилиндра при входе, удерживается внутри цилиндра при его повороте и снова дает импульс колесу, когда оно выходит с другой стороны.  TКолесо обычно имело 15 зубцов и перемещало баланс под углом от 20° до 40° в каждом направлении. Это спусковой механизм с фрикционным упором, зубья которого контактируют с цилиндром на протяжении всего цикла балансового колеса, поэтому он не был таким точным, как «отсоединенные» спусковые механизмы, такие как рычажный, а высокие силы трения вызывали чрезмерный износ и требовали более частой очистки.

### Дуплексный (двухсторонний) спусковой механизм

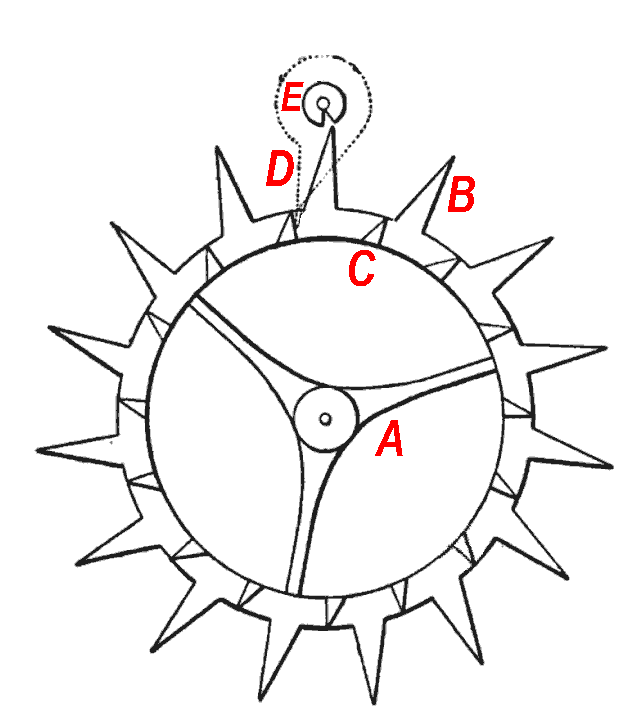
Дуплексный спусковой механизм, показано: (A) — спусковая шестерня, (B) — стопорный зуб, (C) — импульсный зуб, (D) — лопатка, (E) — рубиновый диск. Лопатка и диск крепятся к оси балансира, который на рисунке не показан

Дуплексный спусковой механизм был изобретен Робертом Гуком около 1700 г., затем улучшен — Жаном Батистом Дютертре и Пьером Ле Руа — и окончательно отработан Томасом Трайером, который запатентовал его в 1782 г. Он использовался в качественных английских карманных часах с 1790 до 1860 гг., и в Уотербери, в дешёвых американских часах 'ширпотреба', в течение 1880—1898 гг. В дуплексном механизме, как и в хронометре, с которым он имеет сходство, баланс получает импульс только в одном из двух колебаний цикла. Анкерная шестерня имеет два комплекта зубьев (отсюда название 'дуплексный'). Длинный стопорный зуб сделан со стороны баланса, а короткий импульсный (подталкивающий) зуб выступает аксиально сверху. Цикл начинается, когда стопорный зуб находится напротив рубинового диска. Баланс начинает движение против часовой стрелки через центральное положение, бороздка рубинового диска освобождает зуб. Когда баланс начинает обратное движение, лопатка в крайнем правом положении получает толчок от импульсного зуба. В это время блокирующий зуб попадает на ролик рубинового диска и остается там, пока баланс не завершит цикл колебания по часовой стрелке, затем процесс повторяется. Во время движения по часовой стрелке стопорный зуб быстро опускается в бороздку рубинового диска и остаётся там.
Дуплексный механизм относится к механизмам с трением покоя, баланс никогда не бывает абсолютно свободен от спускового механизма. Как и в хронометре, небольшое трение скольжения имеется во время импульса, потому что импульсный зуб и лопатка движутся почти параллельно, поэтому необходима небольшая смазка. Дуплексный механизм обеспечивает точность по крайней мере не хуже рычажного и, возможно, приближается к хронометру. Однако чувствительность дуплексного механизма к встряхиваниям сделали его непригодным для активных людей. Как и хронометр, он не является самозапускающимся, в случае внезапной остановки во время движения баланса по часовой стрелке он не может запуститься снова.

### Коаксиальный спусковой механизм
Коаксиальный спусковой механизм, изобретенный примерно в 1974 году и запатентованный в 1980 году британским часовщиком Джорджем Дэниэлсом, является одним из немногих новых часовых спусковых механизмов, принятых на коммерческое использование в наше время.

### Кузнечиковый спусковой механизм
Редким, но интересным спусковым механизмом является кузнечиковый механизм Джона Гаррисона. В нём маятник приводится в движение двумя шарнирными рычажками (лопатками). При колебаниях маятника один рычажок зацепляет шестерню и двигает её немного назад. Это освобождает другой рычажок, который движется назад, освобождая шестерню. Когда маятник движется в обратную сторону, второй рычажок зацепляет шестерню, толкает её и освобождает первый рычажок, и так далее. Кузнечиковый механизм гораздо сложнее в производстве, чем другие спусковые механизмы, поэтому он большая редкость. Кузнечиковый механизм, сделанный Гаррисоном в XVIII веке, всё ещё работает. Большинство механизмов изнашиваются гораздо быстрее и расходуют гораздо больше энергии.

### Гравитационный спусковой механизм

Двойной трехногий гравитационный спусковой механизм

Гравитационный спусковой механизм использует небольшой груз или маленькую пружинку для передачи импульса непосредственно на маятник. Первая конструкция состояла из двух плеч рычажка, который поворачивался очень близко к точке подвеса маятника, плечи располагались с разных сторон маятника. На каждом плече закреплена наклонённая лопатка. Когда маятник поднимает одно плечо достаточно высоко, его лопатка высвобождает спусковую шестерню. Почти сразу же другой зуб спусковой шестерни начинает скользить вверх по поверхности другого плеча, тем самым поднимая его. Он поднимает лопатку и останавливается. Тем временем первый зуб всё ещё находится в контакте с маятником и опускается ниже точки, с которой началось соприкосновение. Это снижение даёт импульс маятнику. Конструкция разрабатывалась постепенно с середины XVIII до середины XIX века. В конечном итоге этот механизм выбрали для башенных часов. В последнее время он усовершенствован и превратился в особый инерционно-гравитационный спусковой механизм, изобретённый Джеймсом Арнфельдом.

## Электромеханические спусковые механизмы
В конце XIX века были разработаны электромеханические спусковые механизмы для маятниковых часов. В них реле или фотореле переключает электромагнит в такт с колебаниями маятника. Электромеханические спусковые механизмы являются одними из лучших. В некоторых часах электрические импульсы, которые приводят в движение маятник, управляют также перемещением плунжера, вращающего зубчатую шестерню.

### Часы Хиппа
В середине 19-го века Маттиас Хипп изобрёл электромагнитный переключатель импульсов для часов. Маятник движет шестерню с храповиком через собачку, а эта шестерня движет остальной часовой механизм отсчёта времени. Маятник получает импульс не на каждом колебании и даже не на каждом втором колебании. Он получает импульс только тогда, когда амплитуда колебаний становится ниже определенного уровня. Как и собачка индикаторного механизма, маятник также снабжён небольшим флюгером; когда он поворачивается вверх, маятник совершает полностью свободные колебания. Когда амплитуда колебаний маятника достаточно большая, флюгер попадает в канавку, и маятник его не касается. Если амплитуда колебаний уменьшается, флюгер выходит из канавки, маятник его зацепляет и толкает вниз. Происходит замыкание цепи электромагнита, который посылает импульс маятнику. Амплитуда колебаний маятника увеличивается, и процесс повторяется.

### Часы со свободным маятником
В XX веке Уильям Гамильтон Шорт изобрёл часы со свободным маятником, запатентовав их в сентябре 1921 года. Они производятся компанией Synchronome, их точность достигает сотой доли секунды в сутки. В этой системе «главный» маятник, стержень которого выполнен из специального стального сплава с 36 % никеля (инвар) и длина которого почти не зависит от температуры, совершает свободные от внешнего влияния колебания, по возможности в закрытой вакуумной камере, и не совершает никакой работы. Он имеет механический контакт со спусковым механизмом через каждые 30 секунд и лишь на доли секунды. Вторичный «ведомый» маятник вращает храповик, который переключает электромагнит через каждые тридцать секунд. Этот электромагнит освобождает гравитационный спусковой механизм главного маятника. Доли секунды спустя движение главного маятника отключает спусковой механизм. Гравитационный спусковой механизм дает крошечный импульс главному маятнику, который поддерживает колебания маятника.